# Romina Knežić
Romina Knežić (Pula, 14. svibnja 1981.), hrvatska televizijska voditeljica, urednica i novinarka.

## Životopis
Romina Knežić hrvatska je novinarka i trenutna voditeljica središnje informativne emisije Dnevnik Nove TV. Diplomirala je novinarstvo u Italiji gdje je godinu dana radila na privatnoj televiziji TeleQuatro. Bavila se i pisanim novinarstvom pišući za talijanske novine koje prate živote talijanskih manjina diljem svijeta.
Četiri je godine radila na Radiju Rijeka sve do prelaska na Novu TV u studenom 2006.
Godine 2007. postala je stalna voditeljica središnje informativne emisije Dnevnik Nove TV.

## Privatni život
Od 2008. godine je u braku sa Sergejem Šitovom s kojim ima kćer Zoyu (2011.).

## Voditeljske uloge
- "Dnevnik Nove TV" kao voditeljica (2007. – 2011.; 2012. - danas)

## Vanjske poveznice
- Stranica informativnog programa Nove TV